# 10-es busz (Várpalota)
A várpalotai 10-es jelzésű autóbusz a Róbert Károly forduló és a Kenyérgyár megállóhelyek között közlekedett. A vonalat a Volánbusz üzemeltette.

## Története
A járatok 2021. január 1-jétől munkanapokon csak Róbert Károly forduló és Autóbusz-állomás között, hétvégén egyes 7531-es Várpalota–Pétfürdő járatokkal összevonva közlekedtek. 2023. szeptember 1-jétől a járatok helyett a 3-as és a 13-as buszokat lehet használni a fennmaradt szakaszon.

## Közlekedése
Munkanapokon, csúcsidőben 30 percenként, egyéb időszakban kb. óránként közlekedett. Egyes járatok a Róbert Károly fordulótól csak az Autóbusz-állomásig közlekedett.

## Útvonala
| Kenyérgyár felé | Róbert Károly forduló felé |
| --- | --- |
| Róbert Károly forduló – Róbert Károly út – Munkácsy Mihály utca – Szabolcska Mihály utca – Inotai út – Tési út – Szent István út – Sörház utca – Autóbusz-állomás – Sörház utca – Szent István út – Szabadság tér – Szent Imre utca – Veszprémi út – Péti út – Kenyérgyár | Kenyérgyár – Péti út – Veszprémi út – Szent Imre utca – Szabadság tér – Szent István út – Sörház utca – Autóbusz-állomás – Sörház utca – Szent István út – Tési út – Inotai út – Szabolcska Mihály utca – Munkácsy Mihály utca – Róbert Károly út – Róbert Károly forduló |

## Megállóhelyei
Az átszállási kapcsolatok között az Autóbusz-állomás és a Kenyérgyár között közlekedő 10A busz nincs feltüntetve!
| 0  | Róbert Károly forduló         | 15 |                      | |
| 1  | Szabolcska utca               | 14 |                      | |
| 2  | Inotai út                     | 13 |                      | |
| 4  | Autóbusz-állomás              | 10 | 1, 1Y, 11, 11Y       | Helyközi autóbusz-állomás, Krúdy Gyula Városi Könyvtár, Várpalotai temető                                               |
| 6  | Könyvtár                      | ∫  | 1, 1Y                | Helyközi autóbusz-állomás, Krúdy Gyula Városi Könyvtár, Várpalotai temető                                               |
| 7  | Jókai Mór utca (Skála áruház) | 8  | 1, 1Y, 6             | Városháza, Jó Szerencsét Művelődési Központ, Mentőállomás, Rendőrség, Szent Donát Kórház, Református templom, Megyeháza |
| 10 | Szabadság tér                 | 7  | 2, 4, 5, 11, 11Y, 14 | Thury Vár, Nagyboldogasszony templom, Városháza, Trianon Múzeum, Nepomuki Szent János Római Katolikus Általános Iskola  |
| ∫  | 56-os tér                     | 4  |                      | Thuri György Gimnázium és Alapfokú Művészeti Iskola, Nepomuki Szent János Római Katolikus Általános Iskola              |
| 13 | Vízmű                         | 2  | 4                    | |
| 15 | Kenyérgyár                    | 0  | 4, 11, 11Y           | Képesség- és Tehetségfejlesztő Magán Általános Iskola                                                                   |